# Gang Starr
Gang Starr je hip hop duo sa istočne obale koji se sastoji od emsija Gurua i di-džeja/producenta DJ Premiera. Njihov stil je kombinacija hip hopa i elemenata njujorkškog džeza. 

## Pozadina
Grupu su osnovali Kejt Elam (tada se nazivao Keithy E. The Guru) i DJ 1,2 B-Down (poznat i pod imenom Mike Dee) u Bostonu, Masačusetsu 1985 godine. Pomoć su im pružali razni drugi producenti kao što su Donald D, J.V. Johnson ili DJ Mark the 45 King. 1987 i 1988 izdali su tri singla za Wild Pitch Label.
1989 grupa se raspala i jedini član zainteresovan za dalji rad bio je Guru. Ubrzo je kontaktirao DJ Premiera (tada poznatog kao Waxmaster C) koji mu je poslao snimak svog bita. Guruu se svideo bit i pozvao je Premiera da se pridruži grupi. Iste godine izdali su i svoj prvi singl pod imenom "Words I Manifest", a ubrzo i album No More Mr. Nice Guy.
Cela diskografija grupe, a posebno albumi Step in the Arena (1990), Daily Operation (1992), Hard to Earn (1994) i Moment of Truth (1998) su veoma poštovani od strane hip hop fanova i kritičara. Njihova traka "Jazz Thing" je predstavljena na saundtreku za Spajk Lijev film Mo' Better Blues. DJ Premier je skoro izjavio da je posmrtni Gang Starr CD/DVD projekat u pripremi i da će biti izdat tokom 2011.

## Gang Starr Foundation
Oba člana su imala korenje u njujorkškoj hip hop sceni i obojica su radili sa nekoliko izvođača iz Njujorka, pored toga što Guru dolazi iz Bostona, a Premier iz Hjustona.
Gang Starr Foundation je kolektiv različitih izvođača koji su blisko sarađivali sa grupom. Za menadžment je bila zadužena kompanija Empire Management, koja je predstavljala Gang Starr.
Osnivač ovog kolektiva bio je član Vikar.